# Fontanges
Fontanges è un comune francese di 225 abitanti situato nel dipartimento del Cantal, nella regione dell'Alvernia-Rodano-Alpi.

## Società

### Evoluzione demografica
Abitanti censiti